# Leopoldo Franchetti
Leopoldo Franchetti (Livorno, 31 maggio 1847 – Roma, 4 novembre 1917) è stato un politico, nobile ed economista italiano.
Filantropo e studioso meridionalista, è stato deputato e senatore del Regno d'Italia.

## Biografia
Nasce in una famiglia ebraica livornese nel 1847. I Franchetti, mercanti internazionali, si erano stabiliti nella città toscana dalla Tunisia negli ultimi decenni del XVIII secolo e fino alla seconda metà degli anni trenta dell'Ottocento furono una delle più importanti famiglie della locale comunità ebraica. Il padre di Leopoldo, Isacco, viene insignito del titolo sabaudo di barone, dal re d'Italia Umberto I.
Frequenta le scuole primarie e secondarie a Parigi, per poi, nel 1865 iscriversi alla facoltà di legge dell'Università di Pisa, dove ha come docente Pasquale Villari e come compagno di studi Sidney Sonnino, con i quali - nell'ambiente fiorentino degli anni settanta dell'Ottocento, sotto l'influsso intellettuale del positivismo di Alexis de Tocqueville e di Stuart Mill - costituirà un gruppo di intellettuali conservatori, preoccupati della crisi politica della Destra storica e contrari all'avvento della Sinistra al potere, ma nello stesso tempo attenti ai problemi sociali. Laureatosi in legge nel 1870, decide di avviarsi alla vita politica, andando all'estero per studiare meglio l'organizzazione amministrativa inglese e tedesca. Da questa esperienza nasce la sua prima pubblicazione di rilievo, Dell'ordinamento interno dei comuni rurali in Italia uscita a Firenze nel 1872,  in cui pone l'accento sui vantaggi del decentramento e dell'autogoverno.

### Vita privata
Nel 1900 si unisce in matrimonio con Alice Hallgarten (nata a New York nel 1874), conosciuta a Roma. Gli Hallgarten sono a loro volta una importante famiglia ebraica tedesco-americana, impegnata anche in attività filantropiche.
Nel 1880, con il fratello Giulio, su disegno dell'architetto Giuseppe Baccini e sotto la direzione di Alberto Testi, dà avvio su una collina a tre chilometri da Città di Castello,  alla costruzione della sua futura residenza, Villa Montesca, ultimata nel 1900. Qui tra il 1901 e il 1902 viene creata una scuola elementare alla quale possono accedere gratuitamente i figli dei contadini fino alla sesta classe; nel 1909 Maria Montessori è chiamata a tenere i primi corsi in cui trova applicazione il suo innovativo metodo didattico. Nel 1908 i coniugi Franchetti istituiscono a Città di Castello il Laboratorio della Tela Umbra.
Alice Franchetti Hallgarten muore il 22 ottobre 1911. Leopoldo, già molto colpito dalla prematura scomparsa della moglie, muore suicida a Roma il 4 novembre 1917. È sepolto con la moglie, nel Cimitero acattolico del Testaccio a Roma.
La Villa della Montesca è attualmente di proprietà della Regione dell'Umbria, che la utilizza come sede di un proprio Centro di Studi e Formazione.

## Deputato e senatore del Regno d'Italia
Fiducioso nelle istituzioni monarchico-parlamentari create nel 1861, ritiene che il regime liberal-costituzionale sia la forma migliore di organizzazione politica. Nel 1882 inizia la carriera parlamentare come deputato per l'Unione Liberale Monarchica, eletto per la XV legislatura nel collegio di Perugia I, dove viene confermato nelle due legislature successive. Dalla XVIII legislatura viene eletto nel collegio di Città di Castello e confermato nelle cinque legislature successive, sempre aderendo al gruppo della Destra. Nella sua attività politica sostene provvedimenti di riforma istituzionale avanzate, che non a caso non ebbero immediata applicazione, come la riduzione del potere dell'esecutivo a favore del parlamento; la riforma tributaria a favore delle classi agricole, e la riforma alla magistrature. Viene nominato senatore del Regno il 4 aprile 1909.

## La Questione meridionale
Si interessa, in particolare, al problema della riforma agraria, evidenziando la necessità di un intervento economico nel settore. Sottolinea l'importanza del miglioramento delle condizioni culturali e di vita dei contadini. Ritiene la questione meridionale il più grande problema nazionale postunitaria. Respinge il luogo comune dell'indolenza dei contadini meridionale, sottolineandone la laboriosità e l'onestà e, dall'altra parte, la condizione di ignoranza, di mancanza di conoscenza dei propri diritti e superstizione in cui vivono. Denuncia la corruzione delle autorità locali e la loro collusione con la mafia. Nel 1875 pubblica il suo libro d'inchiesta sul meridione Condizioni economiche ed amministrative delle province napoletane.  Le sue inchieste descrivono un mondo isolato, sotto scacco dalla mafia.  Il problema della criminalità organizzata non si può, secondo lui, risolvere solo con misure di polizia, ma con interventi di riforma tesi a cambiamenti delle condizioni di lavoro e di vita. Il riscatto del meridione, infatti, passa anche per uno sviluppo di tipo industriale, per la divisione dei demani pubblici e del latifondo privato, per la concessione dei crediti agricoli. L'obiettivo è creare una classe di piccoli e medi proprietari. Nel 1876 realizza insieme a Sonnino un'inchiesta, sulle condizioni politiche e amministrative della Sicilia. Il volume, La Sicilia nel 1876, si inserisce nel dibattito sulla questione meridionale, facendo conoscere alla politica nazionale l'esistenza della mafia che i viaggiatori hanno verificato dominare i rapporti sociali nelle campagne dell'isola. L'esigenza di approfondire lo studio dei problemi della società italiana spinge Franchetti e Sonnino a dar vita alla rivista Rassegna settimanale, pubblicata dal 1878 al 1882 e trasformata poi nel quotidiano La Rassegna, pubblicata dal 1882 al 1886 sotto la direzione di Michele Torraca.
Insieme a Giustino Fortunato fonda l'Associazione per gli interessi del Mezzogiorno (ANIMI), che vede coinvolti alcuni dei massimi esponenti del meridionalismo italiano, come Giustino Fortunato, Gaetano Salvemini, Benedetto Croce, Giuseppe Lombardo Radice. L'associazione interviene su problemi sociali. Franchetti ne è il presidente dal 1910 al 1917.

## Incarichi nell'Africa italiana

### Eritrea
Nel 1889 riceve, come deputato del governo Crispi, l'incarico di guidare l'Ufficio per la colonizzazione dell'Eritrea. In questa veste dà vita ad un progetto di intervento pubblico a sostegno delle famiglie italiane. Scopo del governo, infatti, è quello di coniugare l'espansionismo in Africa con l'esigenza di dare una soluzione all'emigrazione italiana, procedendo all'indemaniamento di 500.000 ettari di terre in Eritrea distribuite con contratti di piccole concessioni in latifondi (come nei territori di Asmara, Godofelassi e Gura.
Descrive l'altopiano eritreo come ricco di terreni coltivabili, povero di abitanti, e mal gestito. Ritenendo di poter volgere i dissensi locali a favore del dominio coloniale, rifiuta di riconoscere i diritti degli autoctoni sull'esproprio fondiario, convinto che ci sia spazio per tutti, cittadini italiani da insediare nelle terre incolte e abbondanti e sudditi eritrei. La sua visione rimane legata alla dicotomia tra razze inferiori e dominanti. Sperimenta la coltivazione dei prodotti agricoli italiani. Si oppone all'immigrazione transfrontaliera degli africani perché improduttiva per gli interessi coloniali.
Il 14 dicembre 1894, giorno delle sue dimissioni causate da divergenze di visione con il governo di Roma, scoppia la rivolta di Batha Hagos, contro il dominio italiano. La sconfitta di Adua e il mancato ottenimento del protettorato sull'Etiopia chiudono anche il progetto di colonizzazione dell'altipiano eritreo.

### Somalia
Dal 1906 inizia ad occuparsi dei possedimenti italiani nella penisola somala, per verificare la possibilità di indirizzare l'emigrazione degli italiani verso il Benadir. Nel 1908 è a Mogadiscio per studiare il contesto. È dubbioso sull'impatto sanitario che il clima e le malattie possono avere sull'insediamento di contadini italiani nella Somalia meridionale, progetto che negli anni successivi, sarà destinato al fallimento per una serie di concause.
Nella neonata colonia è in corso un conflitto locale tra i civili e i militari in Bimaal. Si pronuncia a favore di un intervento militare italiano contro l'insorgenza bimaliana.

### Libia
Nel 1913 visita la Libia, alla guida di una spedizione incaricata di studiare le potenzialità economiche e agricole della colonizzazione della Tripolitania, che, da questo punto di vista, dati i risultati del sopralluogo, si trova a sconsigliare.

## Prima guerra mondiale
Segue con attenzione le vicende della prima guerra mondiale. Manifesta un sentimento antitedesco dopo l'avvicinamento al Trentino delle truppe bavaresi. Ritiene che la decisione di entrare o meno in guerra debba essere assunta in piena autonomia dal governo, lontano dalla pressione delle piazze o dei giornali. Solo l'esecutivo, infatti, è cosciente della situazione internazionale.
La sua convinzione colonialista si accentua negli anni della guerra. Crede che, nell'ambito della futura spartizione dell'Impero ottomano, l'Italia debba puntare a ottenere uno spazio in Asia minore. In effetti, il patto di Londra promette all'Italia, anche se in termini vaghi, una ricompensa territoriale in cambio dell'appoggio militare. Gli accordi anglo-francesi Sykes-Picot sulla spartizione dell'impero ottomano pregiudicheranno le rivendicazioni italiane. In questo contesto, Franchetti difende la legittimità delle richieste italiane con l'argomentazione della tutela del principio di equilibrio tra le potenze europee. Ritiene, infatti, che un solo Paese non possa avere possedimenti sulle due sponde degli Stretti e rivendica l'attribuzione all'Italia dei porti sul mar Egeo e quello Mediterraneo dell'Asia minore.

## Filantropia
Influenzato dalla moglie Alice, si impegna in opere filantropiche, continuando a occuparsi di queste attività anche dopo la morte della compagna e in sua memoria. Sostiene progetti come la casa dei bambini "Alice Franchetti" a Castiglione di Sicilia, a cui segue la Colonia montana "Leopoldo Franchetti" e un'altra casa per i bambini orfani di Città di Castello. Paga, inoltre, la retta mensile per molti anziani alla Congregazione di Carità. Dall'inizio della grande guerra fino al 1917, le famiglie bisognose di Città di Castello possono ritirare a sue spese il pane ai forni.
Lascia scritto nel suo testamento che le sue tenute nell'Alta Valle del Tevere passino di proprietà ai contadini che le coltivano al momento della sua morte, e che siano condonati tutti i debiti contratti da questi ultimi nei suoi confronti.

## Archivio personale
Una parte delle sue carte è conservata e inventariata presso l'Associazione nazionale per gli interessi del Mezzogiorno d'Italia.

## Opere
- Leopoldo Franchetti, Dell'ordinamento interno dei comuni rurali in Italia, Firenze, Pellas, 1872.
- Leopoldo Franchetti, Condizioni economiche ed amministrative delle province napoletane, Firenze, Tipografia della Gazzetta d'Italia, 1875.
- Leopoldo Franchetti, Sidney Sonnino, La Sicilia nel 1876, Firenze, Barbèra, 1877.
  -  Leopoldo Franchetti/introduzione di Paolo Pezzino, Condizioni politiche e amministrative della Sicilia, Roma, Donzelli, 1993.
- Leopoldo Franchetti, L'Italia e la sua colonia africana, in Scipione Lapi, Città di Castello, 1891.
- Leopoldo Franchetti, L'avvenire della nostra colonia, in Nuova Antologia, Roma, 1895.
- Leopoldo Franchetti, Dal ministerialismo all'opposizione, in Nuova Antologia, Roma, 1897.
- Leopoldo Franchetti, Un romanzo militare, in Nuova Antologia, Roma, 1898.
- Leopoldo Franchetti, Politica parlamentare e politica nazionale, in Nuova Antologia, Roma, 1900.
- Leopoldo Franchetti, L'anticlericalismo e la scuola : (Riflessioni di un solitario), in Nuova Antologia, Roma, 1908.
- Leopoldo Franchetti, Mezzo secolo di unità nell'Italia meridionale, in Nuova Antologia, Roma, 1911.
- Leopoldo Franchetti, Sull'aviazione militare italiana, in Nuova Antologia, Roma, 1917.

### Studi e contributi critici
- Giustino Fortunato, Leopoldo Franchetti: ricordi, Roma, Tipografia editrice laziale, 1918.
- Giovanni Rosadi, La fine di una coscienza civica: Leopoldo Franchetti, Roma, Nuova Antologia, 1918.
- U.Zanotti-Bianco, Saggio storico sulla vita e attività politica di Leopoldo Franchetti, Firenze, La nuova Italia, 1951.
- Giacomo Giorgi, Il 'Legato Franchetti, Roma, Tipografia editrice laziale, 1955.
- Giacomo Giorgi, LIl 'Legato Franchetti, in Rivista di Politica Agraria, Bologna, 1955.
- Rodolfo De Mattei, L'inchiesta siciliana di Franchetti e Sonnino, in Studi politici, Roma, 1956.
- Mirella Scardozzi, Una storia di famiglia: i Franchetti dalle coste del Mediterraneo all'Italia liberale, in Quaderni storici, Urbino, 2003.
- Enzo Tagliacozzo, Meridionalismo e colonialismo in Leopoldo Franchetti, Manduria, Lacaita Editore, 1959.
- Antonio Saltini, Storia delle Scienze Agrarie, Bologna, Edagricole, 1989.
- Giuseppe Sircana, Franchetti Leopoldo, in Dizionario biografico degli italiani, Roma, Istituto dell'Enciclopedia Italiana, 1998. URL consultato il 29 aprile 2021.

### Sulla Montesca
- Angelica Devito Tommasi, Le scuole della Montesca e di Rovigliano, Roma, Tip. Unione, 1916.
- Angelo Bronzini, Nella vita di scuola. Alcuni momenti di scuola attiva. Il calendario della Montesca. La cronaca della scuola. Il componimento nella scuola elementare, Milano, Antonio Vallardi, 1929.
- Francesco Bettini, La scuola della Montesca, Brescia, La Scuola, 1953.
- Enrico Zangarelli, Leopoldo e Alice Franchetti: la scuola della Montesca, Città di Castello, Prhomos-nuove idee editoriali, 1984.
- Vittor Ugo Bistoni, Grandezza e decadenza delle istituzioni Franchetti, Città di Castello, Edimond, 1997.
- Paolo Pezzino e Alvaro Tacchini, Leopoldo e Alice Franchetti e il loro tempo, Città di Castello, Petruzzi, 2002.

### In rete
- L. Franchetti e S. Sonnino, La Sicilia nel 1876, versione digitale liberamente accessibile nel sito del Progetto Manuzio.
- L. Franchetti, Note sulla mafia (tratte da La Sicilia, Firenze, Vallecchi, 1925), nel sito Le Inchieste (diario di documentazione civile a cura di Carlo Ruta).